# Amskroud
Amskroud è un comune del Marocco situato nella regione di Souss-Massa.